# Iriver
Iriver (kor. 아이리버, nazwa stylizowana: IRIVER) – przedsiębiorstwo produkujące elektronikę użytkową, z siedzibą w Korei Południowej. Produkuje m.in. przenośne odtwarzacze audio i inne przenośne odtwarzacze multimedialne.
Firma powstała w styczniu 1999 roku jako ReignCom. W marcu 2009 roku przedsiębiorstwo zmieniło nazwę z ReignCom na Iriver.
W październiku 2012 roku firma wprowadziła na rynek system nagłośnieniowy Astell&Kern.
W lipcu 2014 roku przedsiębiorstwo zostało sprzedane firmie SK Telecom.
31 stycznia 2018 roku Iriver ogłosiło wejście na koreański rynek muzyczny. Razem ze spółką dominującą SK Telecom i wytwórniami muzycznymi S.M. Entertainment, JYP Entertainment i Big Hit Entertainment, firma uruchomiłą nowy muzyczny sklep internetowy w drugiej połowie 2018 roku, a od stycznia 2018 roku zajęła się dystrybucją muzyki trzech firm.
28 marca 2019 roku Iriver zmieniła nazwę na Dreamus Company (kor. 드림어스컴퍼니).

## Produkty

### Odtwarzacze CD

#### Seria iMP

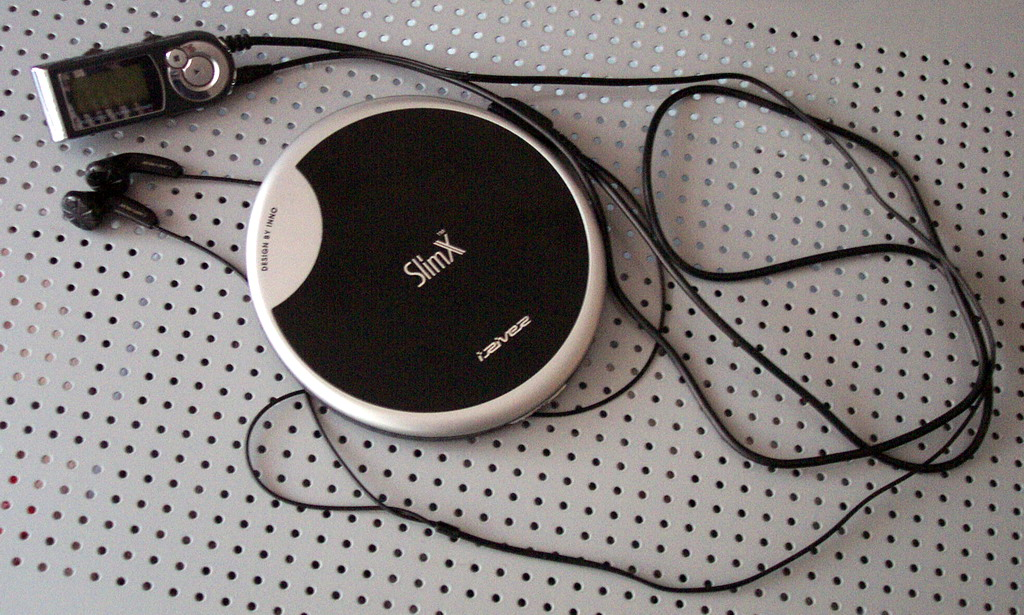
iriver iMP-550

Pierwsze modele potrafiły odtwarzać płyty CD-Audio oraz pliki MP3 i WMA. Od modelu iMP-250 wyposażone były także w radio, a po uaktualnieniu oprogramowania układowego odtwarzały także pliki OGG (w ograniczonym zakresie przepływności). Odtwarzacze te nie są już produkowane.
Nomenklatura nazwy – oznaczane były literami "iMP" i numerem.
| Model      | Cechy                                           |
| ---------- | ----------------------------------------------- |
| iMP-50     | CD-Audio, MP3, WMA                              |
| iMP-100    | CD-Audio, MP3, WMA                              |
| iMP-150    | CD-Audio, MP3, WMA                              |
| iMP-250    | CD-Audio, MP3, WMA, OGG (96-160 kbps), radio    |
| iMP-350    | CD-Audio, MP3, WMA, OGG (96-160 kbps), radio    |
| iMP-400    | CD-Audio, MP3, WMA, OGG (96-160 kbps), radio    |
| iMP-450    | CD-Audio, MP3, WMA, OGG (96-160 kbps), radio    |
| iMP-550    | CD-Audio, MP3, WMA, OGG (96-224 kbps), radio    |
| iMP-700(T) | CD-Audio, MP3, WMA, OGG (96-224 kbps), radio    |
| iMP-900    | CD-Audio, MP3, WMA, OGG (96-224 kbps), radio    |
| iMP-1000   | CD-Audio, MP3, WMA, AVI (DivX/XviD, MP3), radio |
| iMP-1100   | CD-Audio, MP3, WMA, AVI (DivX/XviD, MP3), radio |

### Odtwarzacze flash

#### Seria iFP
Pierwsze modele potrafiły odtwarzać pliki MP3 i WMA. Modele posiadające radio oznaczane początkowo były literą "T" przy nazwie, modele iFP-700 i nowsze radio miały w standardzie. Modele iFP-300 i nowszy, po uaktualnieniu firmware'u odtwarzały także pliki OGG (w ograniczonym zakresie przepływności – 96-224 kbps).
Odtwarzacze "prosto z pudełka" mają firmware IMM (widziane są tylko przez program iriver Music Manager), który w każdej chwili można zmienić na firmware UMS (odtwarzacz jest widoczny w systemie jako dysk wymienny). Zmiany IMM ↔ UMS, a także wersji firmware'u EU ↔ US ↔ KR ↔ JP można dokonać w dowolnym momencie i bez ograniczeń przez uaktualnienie odtwarzacza wybraną wersją firmware'u.
Osobom, którym nie odpowiadają ograniczenia funkcjonalności odtwarzacza po aktualizacji firmware do wersji UMS, pozostaje instalacja sterowników/pluginów do systemu plików IMM pod Linuksa, umożliwiających wykorzystanie odtwarzacza na zasadzie przenośnego dysku. Także po instalacji firmware w wersji UMS w przypadku wystąpienia zakłóceń nagrywania z wewnętrznego mikrofonu w postaci charakterystycznego "pikania" powrót do wersji IMM wraz ze wspomnianym powyżej pluginem może być jedynym rozwiązaniem.
Odtwarzacze te nie są już produkowane. Można spotkać wiele podróbek, produkowanych przez inne firmy. Większość z tych modeli posiada kolorowe ekrany OLED. Zazwyczaj różnią się one od oryginalnych iRiverów kilkoma opcjami i są gorzej wykonane. Niektóre z nich zostały rozbudowane np. o czytnik kart pamięci SD/MMC.
Porównując te modele z oryginalnym odtwarzaczem iRiver z serii iFP nie odnaleziono odtwarzacza, który jednocześnie posiadałby wymienione poniżej opcje:
- odczyt plików w formacie OGG,
- bezpośrednie nagrywanie do formatu MP3,
- nagrywanie z zewnętrznego źródła dźwięku,
- automatyczna kontrola czułości nagrywania (Automatic Gain Control).

|            | IMM | UMS |
| ---------- | --- | --- |
| wygoda     | odtwarzacz widoczny tylko przez iriver Music Manager, ewentualnie dostępny jest pod systemem Linux jako dysk po zastosowaniu sterownika | odtwarzacz widoczny jako dysk wymienny                                                                         |
| szybkość   | brak ograniczenia szybkości kopiowania (~1,5 MB/s)                                                                                      | ograniczona szybkość kopiowania (~1 MB/s)                                                                      |
| kopiowanie | nie można kopiować plików MP3/WMA z odtwarzacza                                                                                         | bez ograniczenia                                                                                               |
| nagrywanie | brak ograniczenia jakości nagrywania | jakość ograniczona do 96 kbps, dodatkowe pulsacyjne zakłócenia przy nagrywaniu za pomocą wbudowanego mikrofonu |

Ze względu na wersje geograficzne firmware istnieją różnice przedstawione w tabeli poniżej:
|          | EU                                                               | US                              | KR                              | JP                              |
| -------- | ---------------------------------------------------------------- | ------------------------------- | ------------------------------- | ------------------------------- |
| głośność | ograniczona (12 mW na kanał)                                     | nieograniczona (18 mW na kanał) | nieograniczona (18 mW na kanał) | nieograniczona (18 mW na kanał) |
|          | ograniczenie w wersji EU mają tylko odtwarzacze iFP-700 i nowsze |                                 |                                 |                                 |
| radio    | czułe                                                            | mniej czułe                     | czułe                           | czułe, od 76 MHz                |

Nomenklatura nazwy – oznaczane były literami "iFP" i numerem:
- pierwsza cyfra (bądź dwie cyfry) – konkretna seria, np.: 5xx, 8xx, 10xx,
- dwie kolejne cyfry – pojemność: x80 – 128 MB, x90 – 256 MB, x95 – 512 MB, x99 – 1 GB.

Litera "T" w nazwie oznaczała radio (do iFP-500), "C" możliwość aktualizacji do chińskiego firmware'u (do iFP-300).
Oznaczenie np.: iFP-100 znaczy tyle co iFP-1xx.
| Model    | Cechy                                                    |
| -------- | -------------------------------------------------------- |
| iFP-100  | MP3, WMA, opcjonalne radio                               |
| iFP-300  | MP3, WMA lub OGG (96-224 kbps), opcjonalne radio         |
| iFP-500  | MP3, WMA, OGG (96-224 kbps), opcjonalne radio            |
| iFP-700  | MP3, WMA, OGG (96-224 kbps), radio                       |
| iFP-800  | MP3, WMA, OGG (96-224 kbps), radio                       |
| iFP-900  | MP3, WMA, OGG (96-224 kbps), BMP, radio                  |
| iFP-1000 | MP3, WMA, OGG (96-224 kbps), JPEG, aparat cyfrowy, radio |

##### 790
Porównując zaktualizowany firmware v1.26 (UMS-EU) z fabrycznym firmware v1.14 (EU) zauważono odczuwalny większy poziom szumów/zakłóceń pochodzących najprawdopodobniej od elektroniki odtwarzacza (zauważono przy nagrywaniu z wewnętrznego mikrofonu przy wartości przepływności 32-96 kbps i włączonej opcji AGC.

#### Seria N
Są to odtwarzacze zaprojektowane głównie dla kobiet, w formie "naszyjnika". Posiadają one wyświetlacz OLED i zintegrowany akumulatorek. Należą tu modele N10 i N11. Z technicznego punktu widzenia N10 jest odpowiednikiem serii iFP, N11 serii T. Odtwarzacz N10 nie jest już produkowany.
| Model | Cechy                  |
| ----- | ---------------------- |
| N10   | MP3, WMA               |
| N11   | MP3, WMA, OGG (do Q10) |

#### Seria T

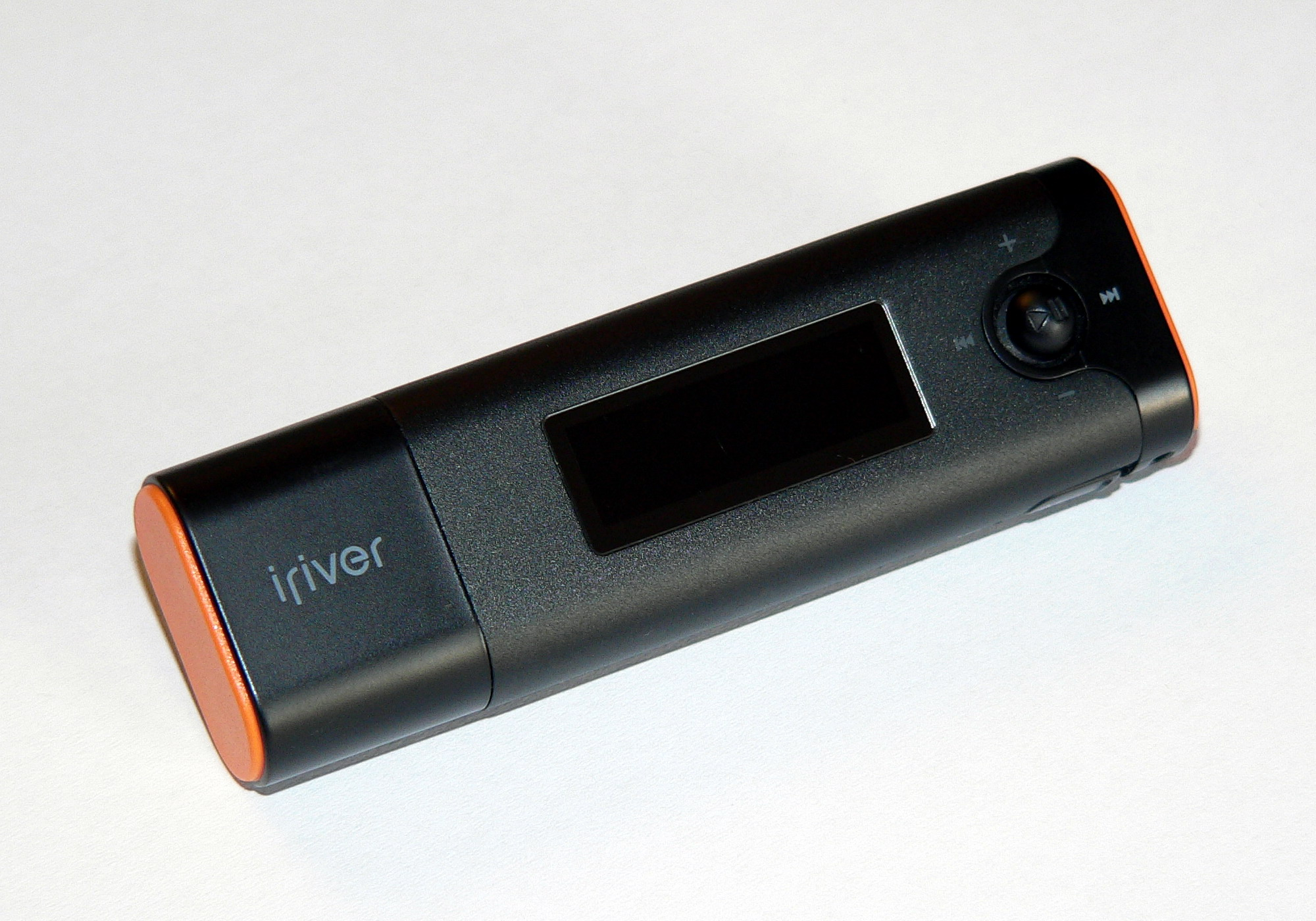
iriver T5

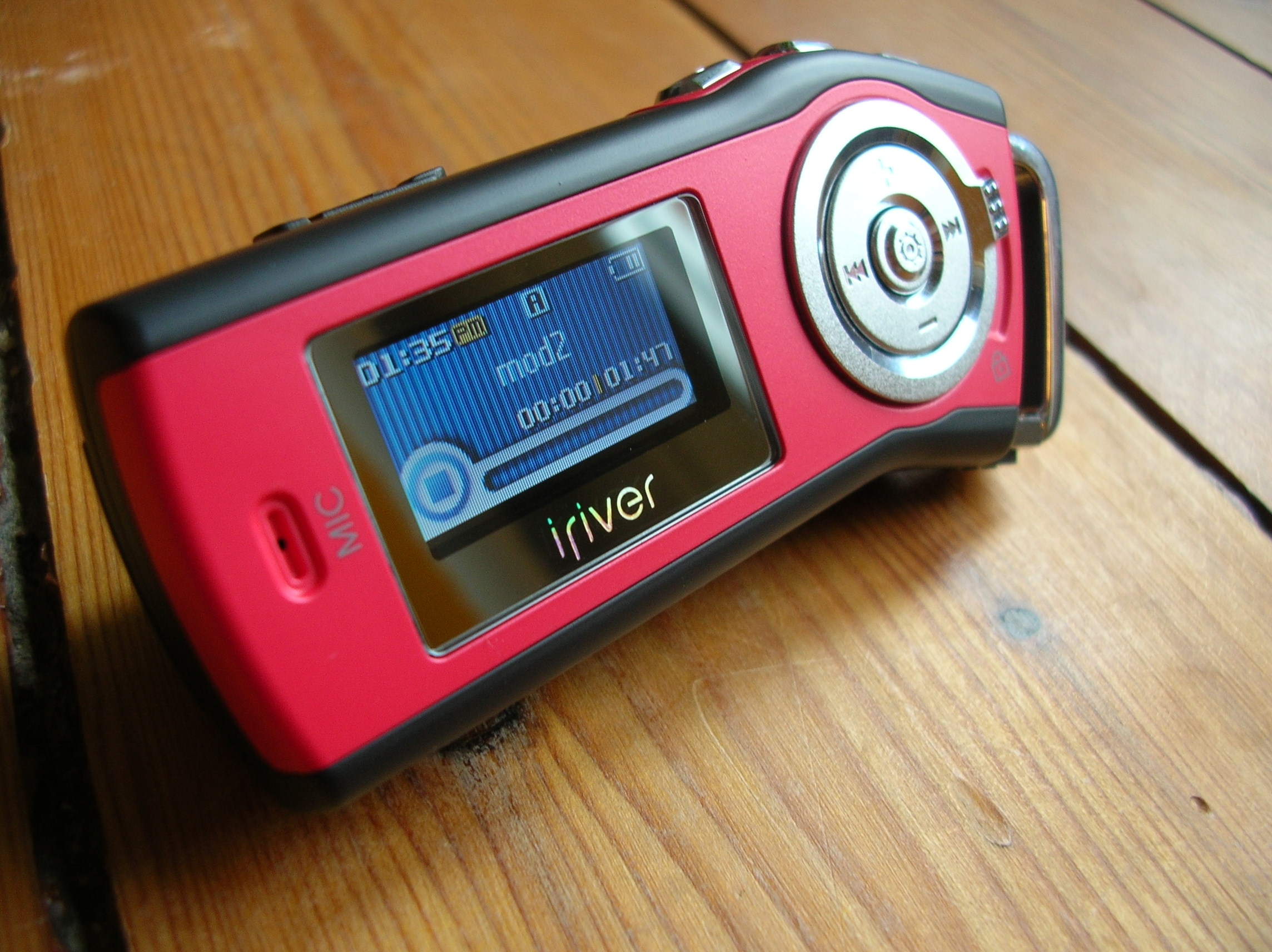
iriver T10

Seria T to następcy odtwarzaczy z serii iFP. Po podpisaniu umowy z Microsoftem egzemplarze wyprodukowane na rynek europejski i amerykański to urządzenia MTP, przez co do działania wymagają: Windows XP + ServicePack 2 + WindowsMedia Player 10 – w systemie widoczne są jako "urządzenie audio". Egzemplarze pochodzące z Azji, Afryki lub Australii to urządzenia UMS, działające w każdym systemie: Windows, Linux, MacOS (tylko dla Windowsa 98 wymagane są sterowniki) – widoczne są jako dyski wymienne.
Od niedawna możliwa jest w pełni legalna konwersja odtwarzacza MTP ↔ UMS za pomocą programu producenta.
Odtwarzacze dostępne są w wersjach: 256 MB (w praktyce niedostępna), 512 MB, 1 GB, 2 GB i 4 GB (tylko T60). Kolor obudowy nie jest ściśle związany z pojemnością pamięci flash.
| Model | Cechy                                         |
| ----- | --------------------------------------------- |
| T5    |                                               |
| T6    |                                               |
| T7    |                                               |
| T8    |                                               |
| T9    |                                               |
| T10   | MP3, WMA, OGG (do Q10), BMP, radio            |
| T20   | MP3, WMA, OGG (do Q10), radio                 |
| T30   | MP3, WMA, OGG (do Q10)                        |
| T50   | MP3, WMA (DRM), ASF, OGG (do Q10), BMP, radio |
| T60   | MP3, WMA (DRM), ASF, OGG (do Q10), BMP, radio |

#### U10
Posiada duży, kolorowy ekranik LCD z systemem Direct Click, polegającym na naciskaniu obudowy wokół wyświetlacza. Funkcjonalnością odpowiada serii T, ponadto potrafi odtwarzać filmy. Europejska wersja to urządzenie MTP (wymaga: Windows XP + ServicePack 2 + WindowsMedia Player 10). Dostępne są wersje 512 MB, 1 i 2 GB.
Konwersja MTP → UMS jest już możliwa. Wystarczy ściągnąć iriver Firmware Updater.
| Model   | Cechy                                                                  |
| ------- | ---------------------------------------------------------------------- |
| U10     | MP3, WMA, OGG (do Q10), AVI (DivX/XviD SP, MP3), SWF, JPEG, TXT, radio |
| CLIX    | MP3, WMA, OGG (do Q10), AVI (DivX/XviD SP, MP3), SWF, JPEG, TXT, radio |
| CLIX G2 | MP3, WMA, OGG (do Q10), AVI (DivX/XviD SP, MP3), SWF, JPEG, TXT, radio |

#### H10 Jr.

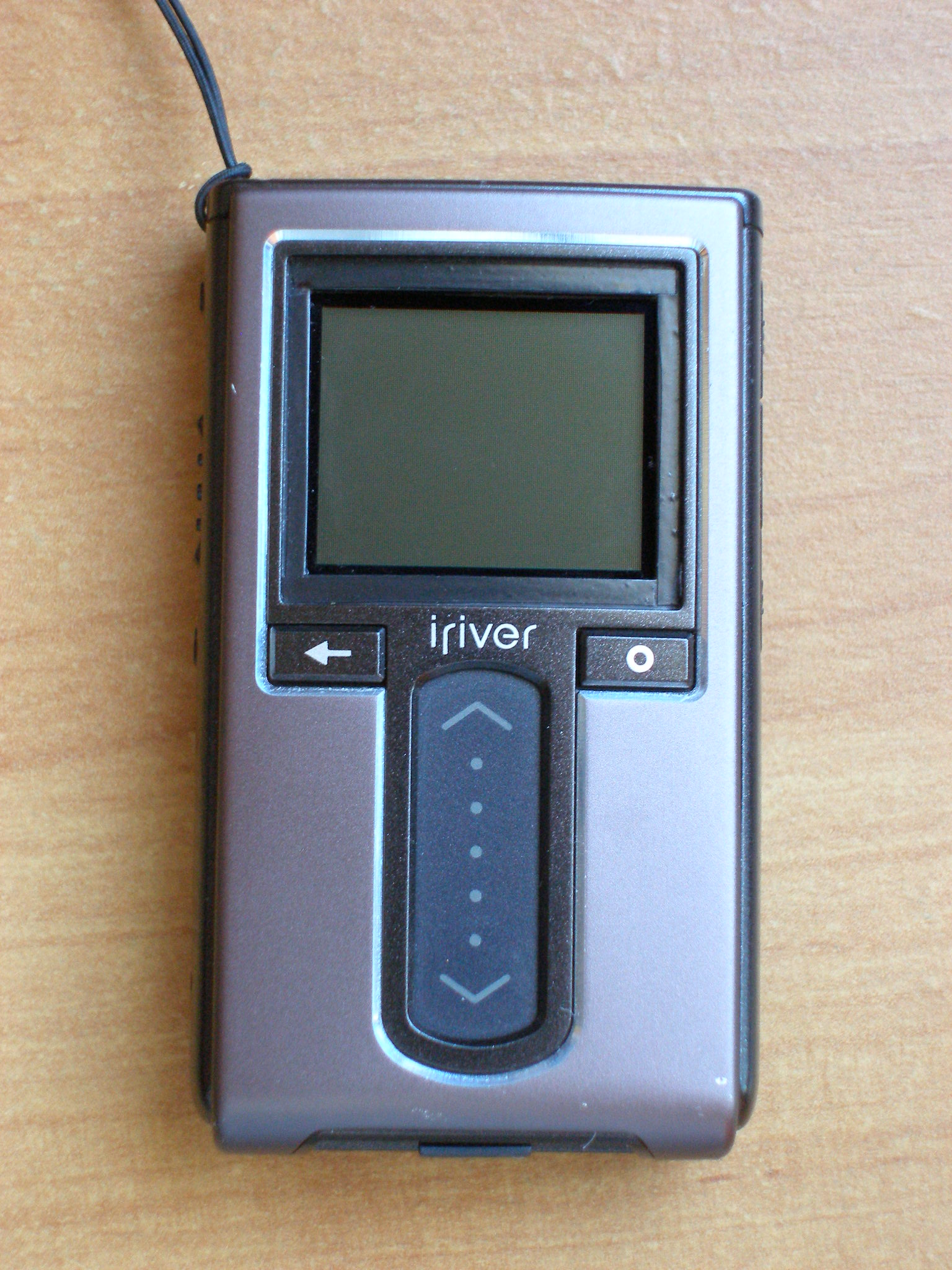
iriver H10 Jr

Młodszy brat serii H10, jakkolwiek poza wyglądem niemający z nią wiele wspólnego. Jest urządzeniem UMS – działa w każdym systemie i widoczny jest jako dysk wymienny.
| Model   | Cechy                             |
| ------- | --------------------------------- |
| H10 Jr. | MP3, WMA, OGG (do Q10), JPEG, TXT |

#### G10
Multimedialny odtwarzacz wyposażony w możliwość uruchamiania gier.
G10 używa systemu Microsoft Windows CE, posiada dotykowy ekran LCD o rozdzielczość 800 na 480 pikseli. Dostępne są dwa modele: wyposażone w 4 GB i 8 GB pamięci. Zastosowano w nim procesor graficzny nVidia GoForce.

#### Seria E
| Model | Cechy                                     |
| ----- | ----------------------------------------- |
| E30   | MP3, WMA, WAV, FLAC, APE                  |
| E50   | MP3, WMA, WAV, FLAC, APE                  |
| E100  | MPEG 1/2/2.5 Layer 3, WMA, ASF, OGG, FLAC |

### Odtwarzacze HDD

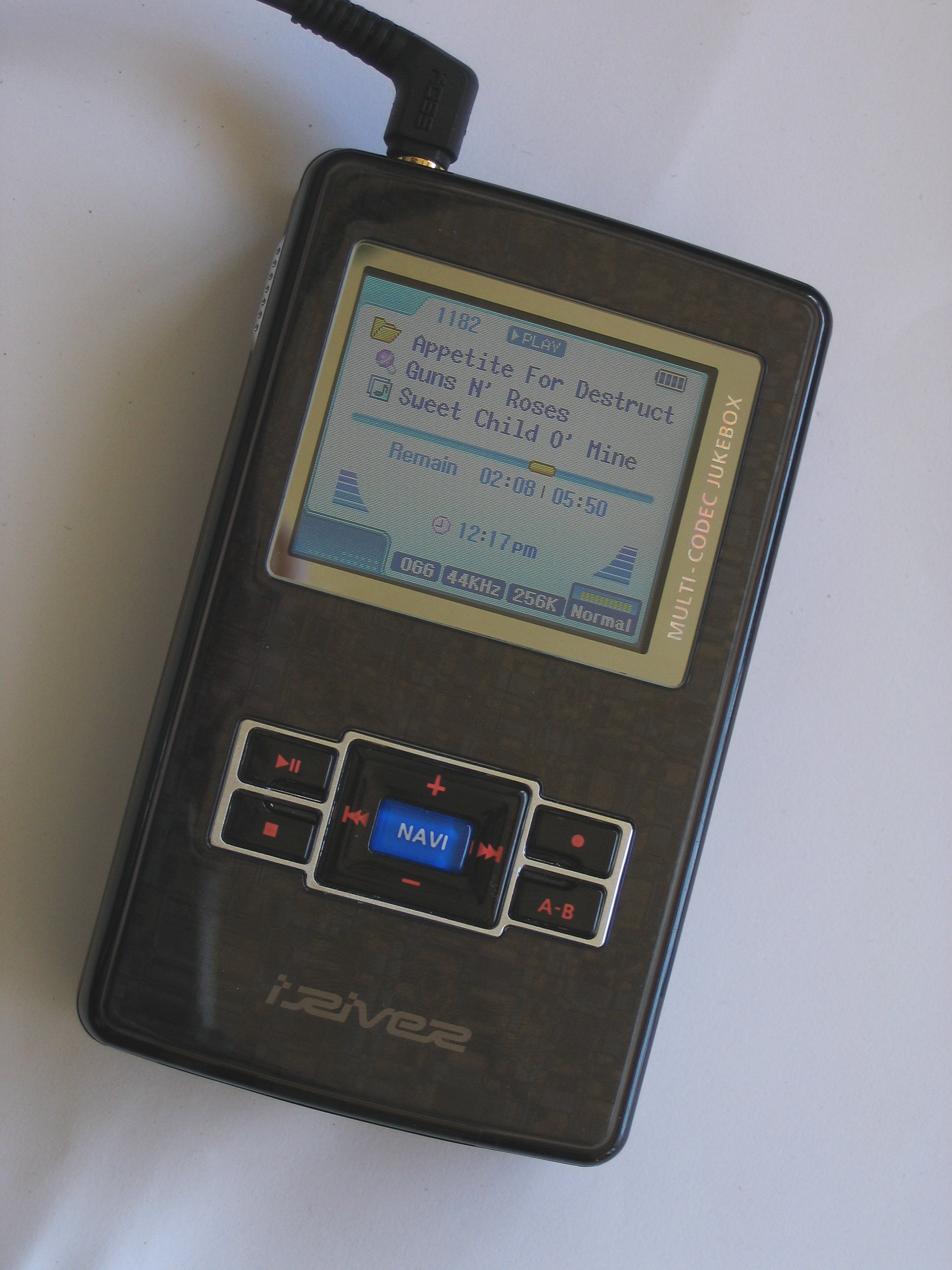
iriver H340 (Foto. Silje L. Bakke)

- H100
- H300
- H10
- PMP/PMC

### Odtwarzane formaty

#### MP3
Wszystkie odtwarzacze marki iriver odtwarzają format MP3.
Modele serii iFP jednakże, mają problem z plikami VBR MP3 – odtwarzacz resetuje się w połowie utworu. Można temu zaradzić ustawiając dowolny preset korektora, XtremeEQ (nawet na "płasko") bądź Xtreme3D.

#### WMA
Wszystkie odtwarzacze marki iriver odtwarzają format WMA.
Jedynym wyjątkiem są modele iFP-300, które z uwagi na małą ilość pamięci przeznaczonej na firmware, po implementacji formatu OGG odtwarzają do wyboru:
- pliki MP3 i WMA
- pliki MP3 i OGG

#### OGG Vorbis
Większość odtwarzaczy marki iriver odtwarza format OGG. Stare modele, które nie zostały od początku zaprojektowane by odtwarzać format OGG, obsługują go w ograniczonym zakresie (serie iMP i iFP) lub wcale (najstarsze modele serii iMP i iFP, N10 oraz H10 5/6/20 GB). Nowe modele (serie H100, H300, T, oraz modele U10, N11, H10 Jr.) odtwarzają pliki OGG w pełnym zakresie (Q-1 – Q10).
Szczegóły dotyczące zakresu przepływności plików OGG odtwarzanych przez odtwarzacz, znaleźć można w tabelach znajdujących się w opisach poszczególnych serii.

#### Musepack
Format MPC nie jest obsługiwany przez odtwarzacze marki iriver.
Tylko odtwarzacze z serii H100, H300 i H10 po zainstalowaniu nieoficjalnego firmware'u Rockbox odtwarzają pliki w tym formacie. Do niedawna były to jedyne odtwarzacze przenośne, zdolne do odtwarzania tego formatu.

#### WAV
Odtwarzacze serii H100 i H300 odtwarzają pliki PCM WAV.

#### FLAC, APE, WavPack
Format WavPack nie jest obsługiwany przez odtwarzacze marki iRiver, seria E (E50 i E100) odtwarzają format FLAC natomiast format APE jest obsługiwany jedynie przez odtwarzacz E50.
Odtwarzacze z serii H100, H300 i H10 (ale nie H10 Jr.) po zainstalowaniu nieoficjalnego firmware'u Rockbox odtwarzają pliki w tych formatach.